# Sehnde
Sehnde város Németországban, azon belül Alsó-Szászország tartományban. Lakosainak száma 24 167 fő (2023. december 31.). Sehnde Laatzen, Hannover, Lehrte, Hohenhameln, Algermissen, Isernhagen és Burgdorf községekkel határos.

## Közigazgatás
- Bilm
- Bolzum
- Dolgen
- Evern
- Gretenberg
- Haimar
- Höver
- Ilten
- Klein Lobke
- Müllingen
- Rethmar
- Sehnde
- Wassel
- Wehmingen
- Wirringen

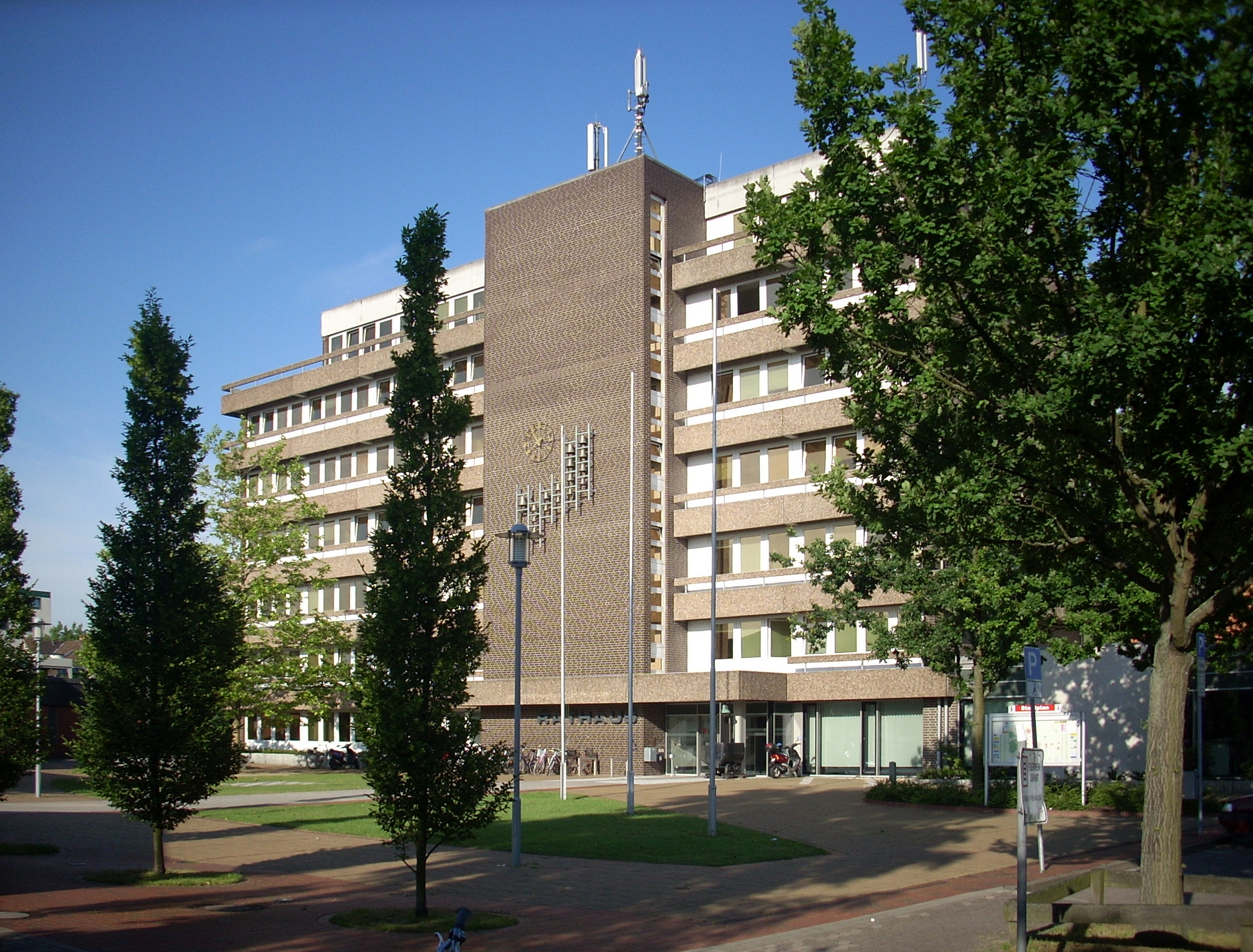
A tanácsház
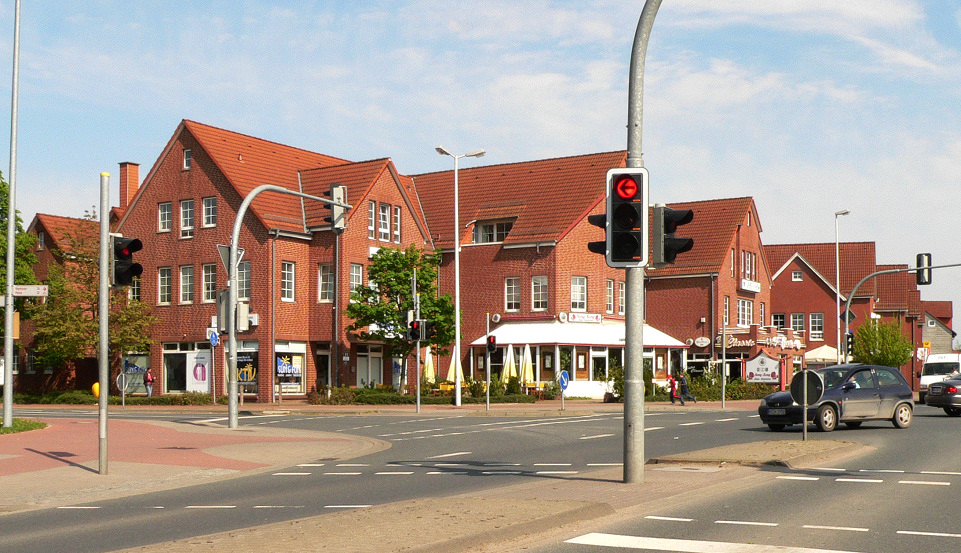
keresztút
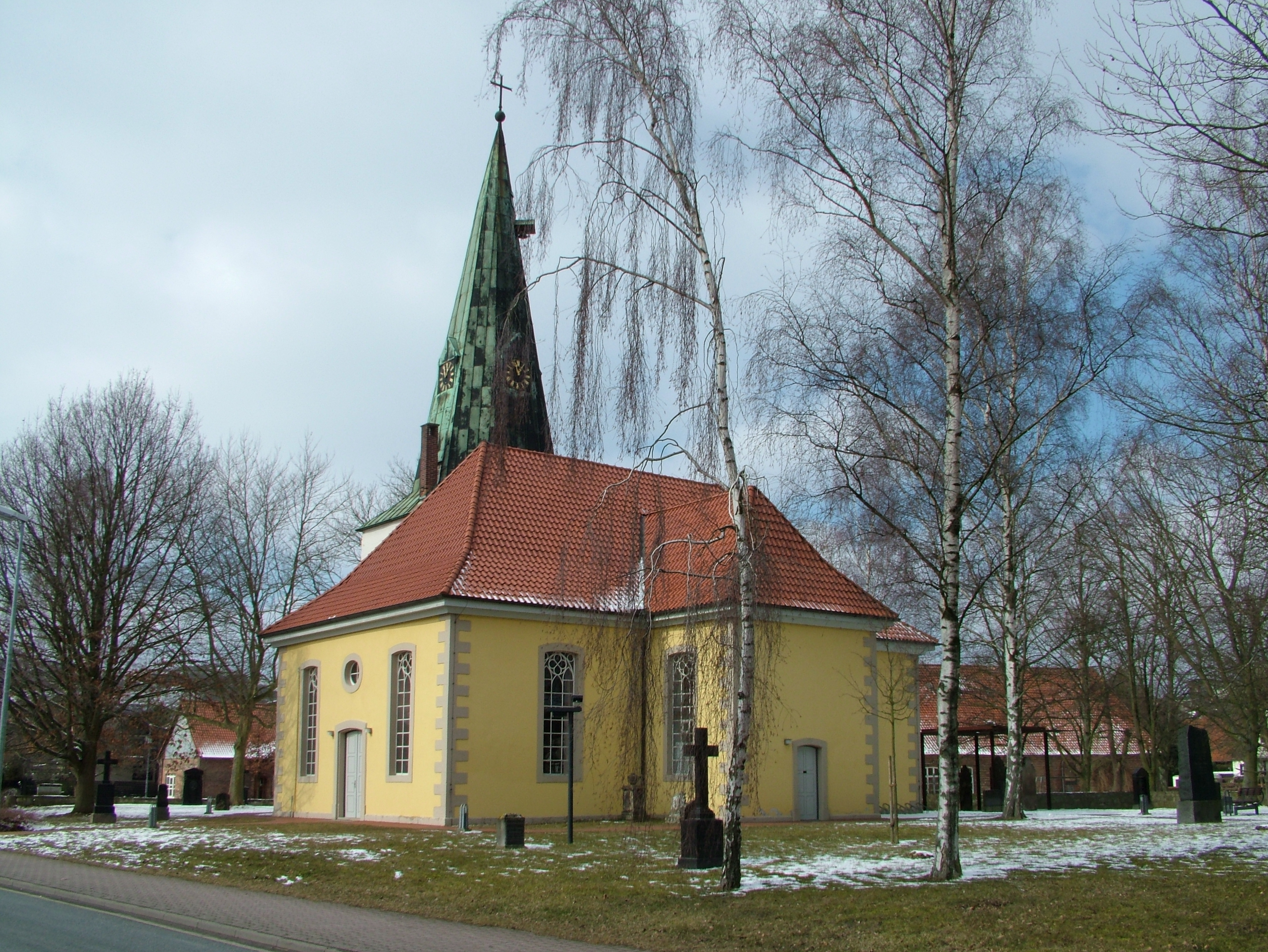
Az evangélikus templom
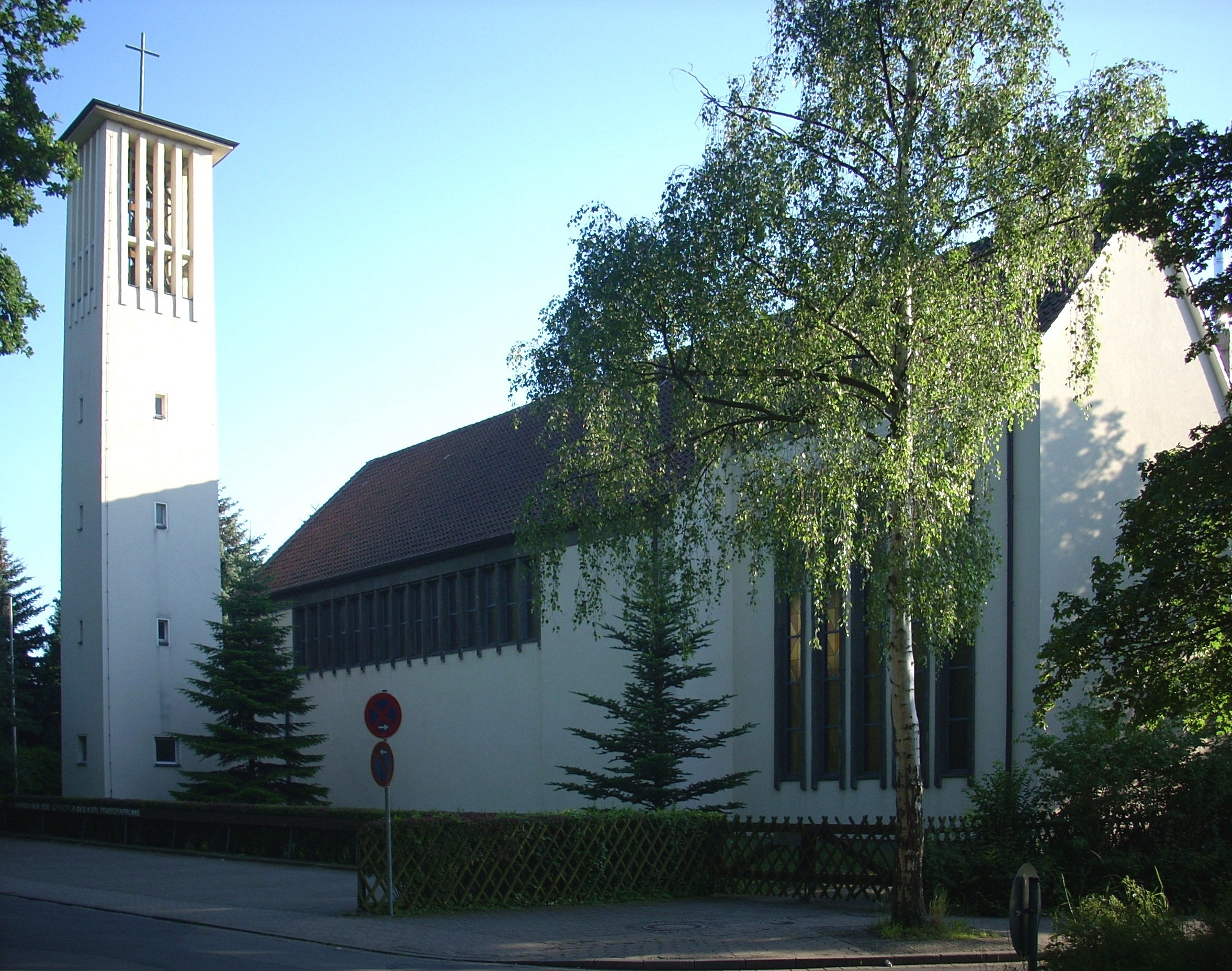
A katolikus templom
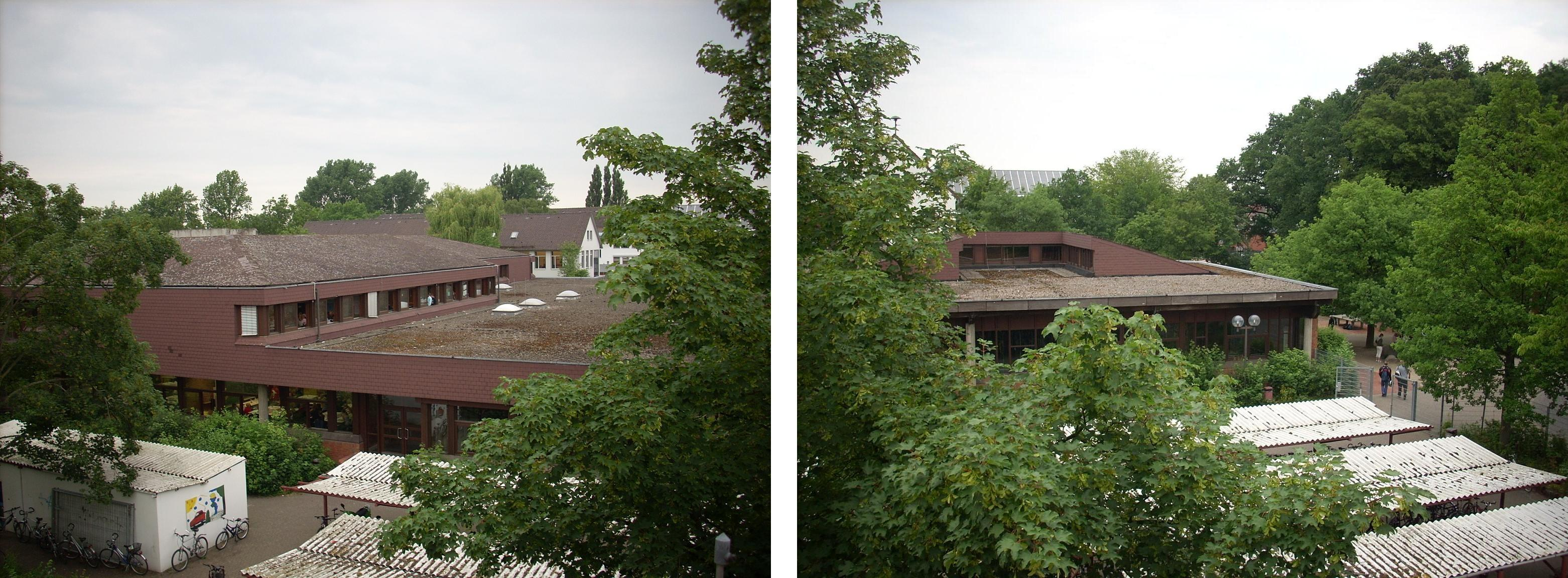
Az iskola
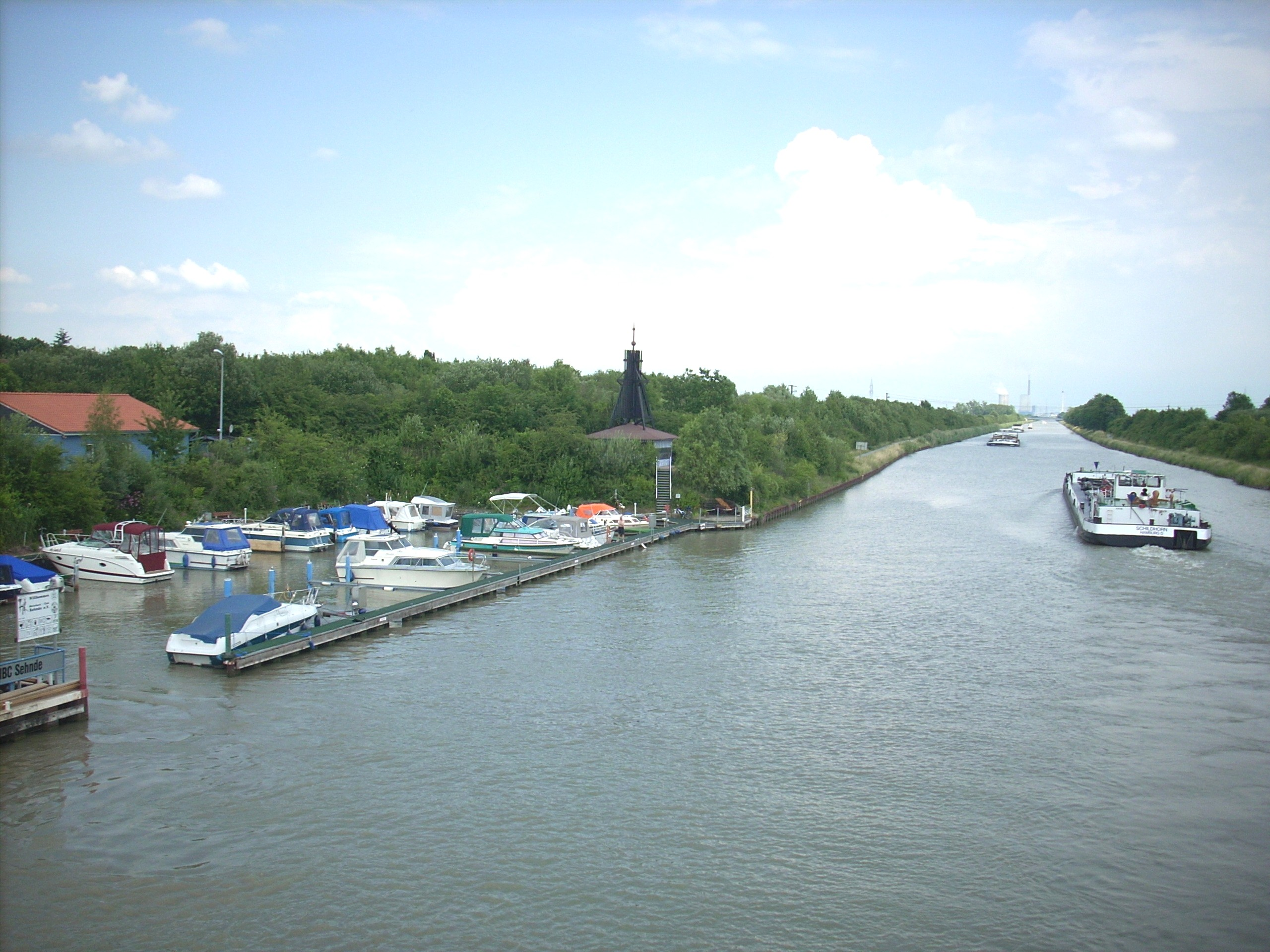
A Mittellandkanal
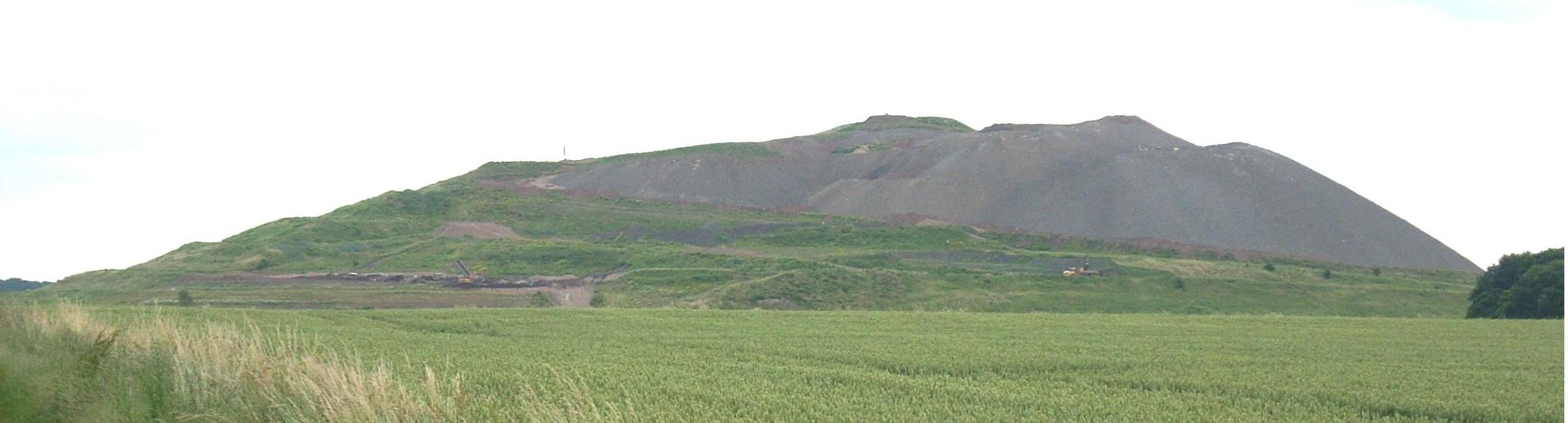
Hamuzsír kupac, részben kizöldült, 2007. június
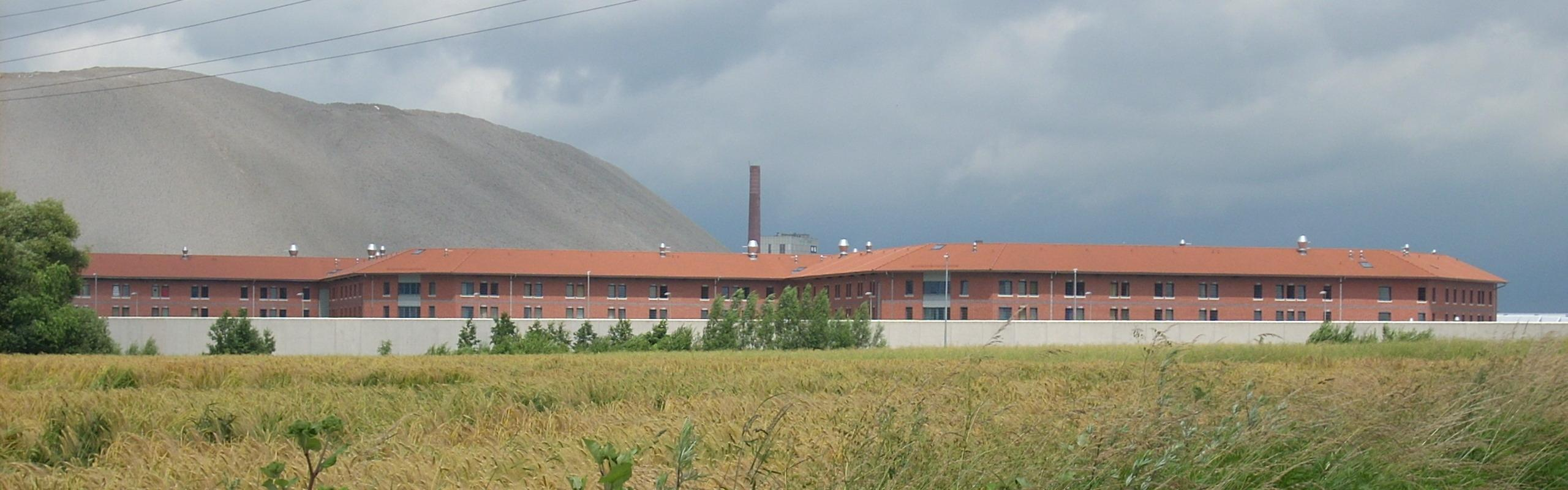
A börtön

## Népesség
A település népességének változása:
| Lakosok száma | 23 489 | 23 584 | 23 505 | 23 389 | 23 769 | 24 157 | 24 167 |
|               | 2015   | 2016   | 2017   | 2019   | 2021   | 2022   | 2023   |